# نهر اوي بوانلوتش
نهر اوي بوانلوتش هو نهر في كاليدونيا الجديدة. تبلغ مساحته 92 كيلومترًا مربعًا. 
المنطقة المحيطة بهذا النهر هي من الغابات الاستوائية المطيرة. 

## أنظر أيضا
- قائمة أنهار كاليدونيا الجديدة